# Шлем Коцофенешти
Золотой шлем из Коцофенешти (рум. Coiful dacic de la Coțofenești) — парадный гето-дакийский шлем, изготовленный из электрума (природного сплава золота, серебра и меди) и датируемый второй половиной V века до нашей эры. Был обнаружен в румынской деревне Коцофенешть в 1920-х годах. Находился в Национальном музее истории Румынии в Бухаресте.
В январе 2025 года шлем был украден в числе других экспонатов во время ограбления музея Дренте в Ассене (Нидерланды), где экспонировался в рамках выставки.

## Происхождение

### Обнаружение
Шлем был обнаружен в 1926 году на лугу сыном крестьянина по имени Траян Симион, который пас овец в деревне Пояна-Коцофенешть (ныне часть коммуны Вербилеу в жудеце Прахова на территории исторической области Мунтения). Ребёнок носил шлем в течение двух недель и использовал его в качестве игрушки, в результате чего некоторые части отвалились.
Согласно анализу археологов, верхняя часть шлема была повреждена в результате удара или натяжения, когда он висел на дереве. Шлем также использовался в качестве поилки для кур, и в конце концов крестьянин установил его на крышу своего курятника.
В какой-то момент плоештский торговец Ион Маринеску-Мореану выкупил шлем, включая отделившуюся верхнюю часть, за 35 000 леев, что было эквивалентно доходу крестьянина за 30 лет. Маринеску позже предложил шлем главе Министерства искусств Иону Марину Садовяну. В апреле 1929 года шлем был приобретён Министерством народного просвещения и культов для экспозиции Национального музея древностей, ныне Национального музея истории Румынии.
Первоначально Маринеску хвалили за то, что он спас национальное достояние, однако после всеобщих выборов в Румынии в 1928 году Маринеску, предположительно симпатизировавшего проигравшей Либеральной партии, стали поносить за «самообогащение». С 1970-х годов шлем хранился в Национальном музее истории Румынии.
В 2021 году шлем был впервые вывезен за пределы территории Румынии для демонстрации на выставке «Археологические сокровища Румынии. Дакийские и римские корни», прошедшей в Национальном археологическом музее в Мадриде (Испания). Выставка была организована в ознаменование празднования 140-летия со дня установления дипломатических отношений между Румынией и Испанией.

### Исследования артефакта
Изучением шлема руководил археолог Иоан Андриешеску, профессор Бухарестского университета. Команда археологов пришла к выводу, что шлем не являлся частью клада или захоронения, а принадлежал одному из жителей местного гето-дакийского поселения Ла-Тенского периода, воину или представителю знати.

## Кража
25 января 2025 года власти Нидерландов сообщили о том, что шлем был украден, вместе с тремя золотыми дакийскими браслетами, из музея Дренте в Ассене, куда он был ранее привезён из Бухареста на выставку.
Его кража вызвала острую критику в Румынии, и 28 января министр культуры Наталья Интотеро уволила директора Национального музея истории Румынии Эрнеста Оберлендера, заявив, что он «не смог должным образом защитить национальное наследие». Высказываются предположения, что артефакт мог быть переплавлен.
29 января 2025 года трое подозреваемых в совершении кражи были задержаны в городе Херхюговард провинции Северная Голландия, а ещё один разыскивается. По данным нидерландской полиции, трое задержанных подозреваемых — голландцы и, как сообщается, являются уроженцами этого региона.

## Анализ

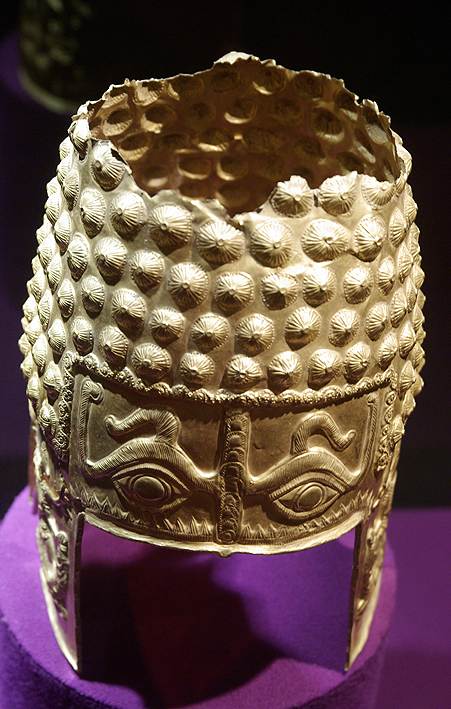
Вид повреждённой верхней части шлема

Золотой шлем весом почти в килограмм сохранился очень хорошо, на нём отсутствует только верхняя часть тульи. Форма шлема и его украшения свидетельствуют об автохтонном характере этого гето-дакийского произведения искусства. Шлем украшен большими заклёпками в верхней части и двумя очень большими апотропеическими глазами на лбу, предназначенными для защиты от сглаза и магических заклинаний. Установлено, что он принадлежал неизвестному местному гето-дакийскому царю или местному аристократу примерно в 400 году до нашей эры.

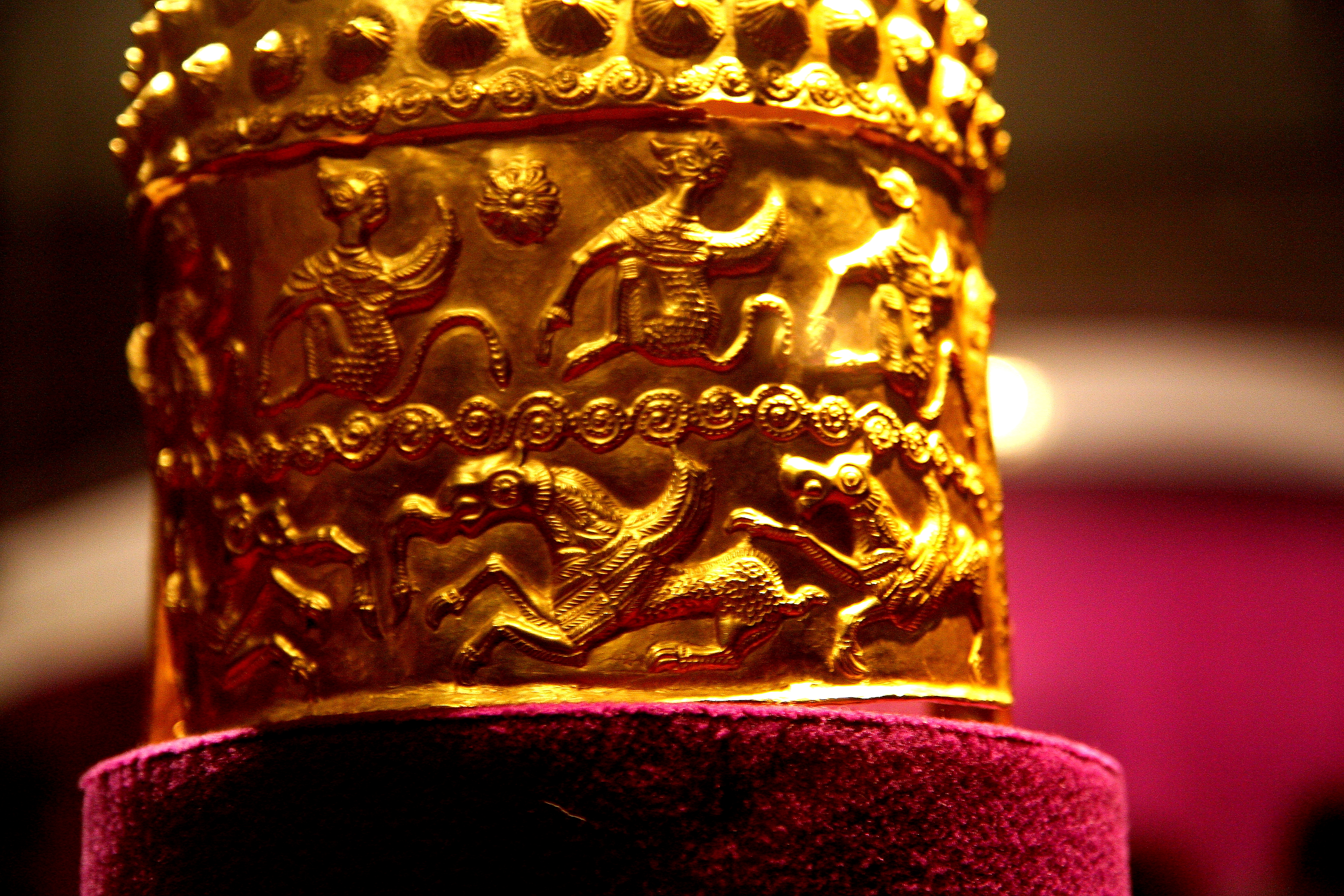
Мифологическая сцена на обороте шлема

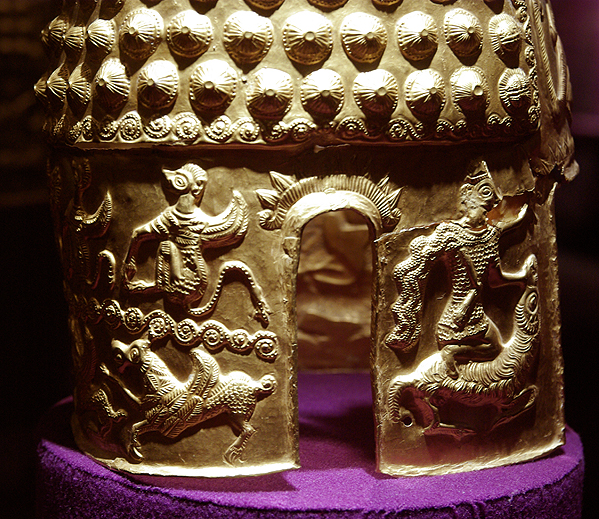
Мифологическая сцена сбоку на шлеме

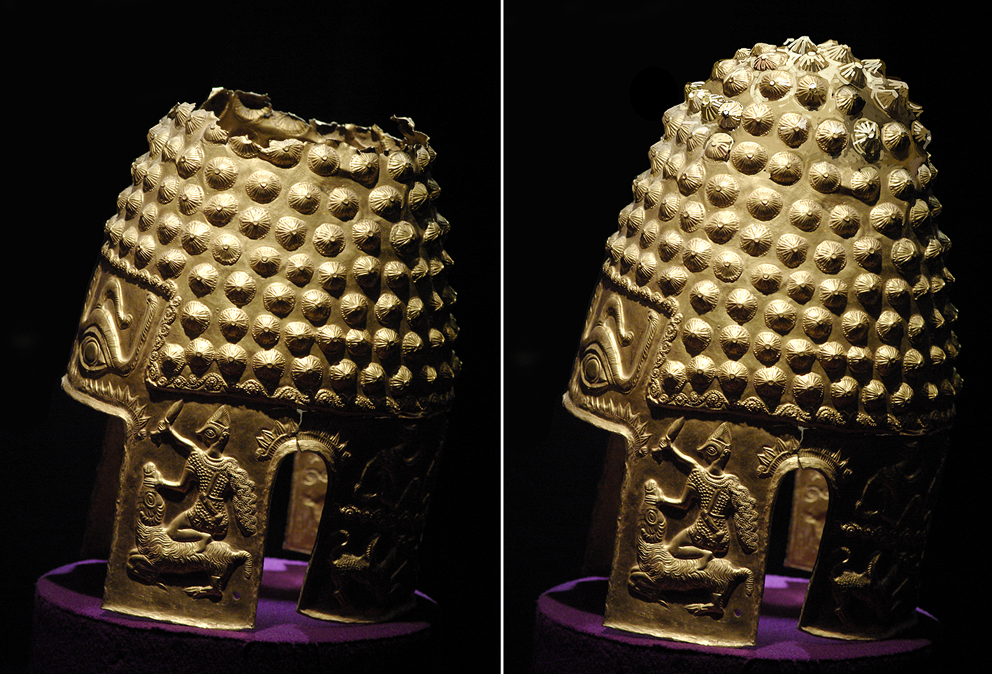
Графическая реконструкция повреждённого шлема, где мифологическая сцена напоминает митраистическую тавроктонию

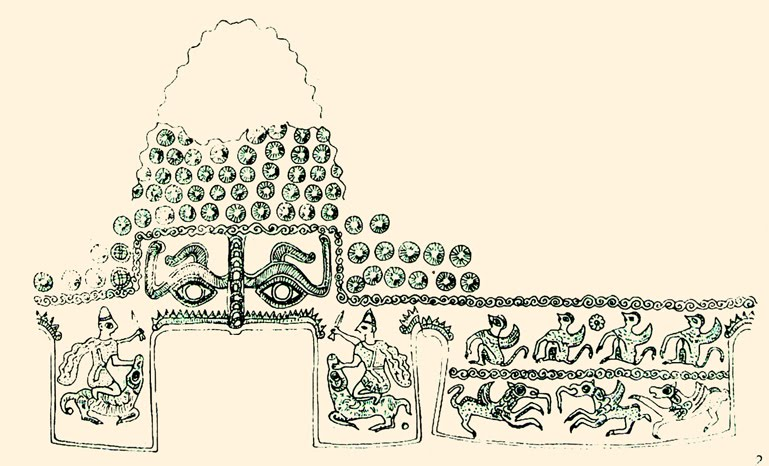
Прорисовка мифологических сцен на шлеме в полном объёме

Украшения шлема изображают различных мифических существ, а на обеих щеках изображены ритуальные действия. На рисунках нащёчных щитков изображён баран, приносимый в жертву человеком, который упирается коленями в его тело и собирается перерезать ему горло коротким ножом. Большой интерес представляет иконография на правой стороне шлема, которая была интерпретирована в свете сцены тавроктонии из митраизма.
Окружающая среда и достаток вполне могли бы объяснить переход к более крупному животному, приносимому в жертву, и аналогичную интерпретацию эпизода с убийством быка. Это жертвоприношение барана могло быть совершено «царём-жрецом-богом».
Пара «Прожорливых зверей» на нашейном щитке Коцофенешти занимают более низкий уровень, наряду с похожим существом, лишённым ноги жертвы. Этот мотив «Прожорливого зверя» встречается ранее в ассирийском искусстве и был популярен среди этрусков.
Вероятно, Финикия была посредником для его распространения в Италии и по всему Адриатическому морю, но этот мотив, должно быть, также распространился через Малую Азию, чтобы появиться в северофракийском исполнении не только на нашейном щитке из Коцофенешти, но и в горельефе на основаниях кубков из Аджигиола, названных в честь деревни близ дельты Дуная в восточной Румынии, где они были найдены.
В верхнем регистре изображён ряд из трёх сидящих или корточкообразных крылатых существ, скорее похожих на обезьян, с человеческими лицами, длинными предплечьями и длинными хвостами. Однако они, несомненно, являются прямыми, хотя и неточными, потомками сфинксов на золотом кубке из Амлаша.
Глаза на греческом боевом щите, возможно, предназначались для защиты от злых ударов, но если их перенести на шлем и поместить над глазами носившего его северофракийского дворянина, они могут означать «Я вижу в два раза лучше, у меня глаза, как у моего сокола».
Фракийские мастера по золоту и серебру, изготовлявшие эти предметы, были знакомы с другими современными им художественными стилями — стилями Скифии, Греции, северо—восточной Италии и современной Словении, которые были известны благодаря торговле, путешествиям и встречам, — и они адаптировали их особенности для собственных целей. Значение этих мотивов, несомненно, зависело от контекста.
Украшения, такие как розетки, полоски, треугольники, спирали и другие, являются специфическими мотивами гето-дакийского искусства. Изображение жертвоприношения барана — это иранский мотив, вошедший в греческое искусство, а оттуда и в «варварское» искусство. Таким образом, шлем, по-видимому, был изготовлен в греческой мастерской. Но в то же время неуклюжая техника исполнения, контрастирующая с совершенной техникой греческого мастера, указывает на его автохтонность.

## В популярной культуре
Точная копия шлема появилась в историческом фильме режиссёра Серджиу Николаеску «Даки» (1967), хотя действие картины происходило по меньшей мере на 500 лет позже того периода, к которому относится шлем. Шлем, который в кино носил дакийский царь Децебал, имел плоскую макушку — неточность, вошедшая в обиход популярной культуры.
В комиксах, опубликованных в конце 1970-х годов, автором которых является Василе Манучану, а художником — Альбин Станеску, также изображён шлем с плоским верхом. Его носил гетский царь Одрикс во время конфликта с персидским царём Дарием I, который в 513 году до нашей эры вёл кампанию против скифов. Действие происходит примерно в тот период, когда был изготовлен оригинальный шлем. В похожем комиксе, написанном Манучану и проиллюстрированном Санду Флоря, царь Буребиста также изображён в шлеме.
Изображение шлема появилось на румынских почтовых марках в 1988 году, а также на памятной золотой монете номиналом в 100 лей, выпущенной Национальным банком Румынии в декабре 1999 года.